# SMIL (dator)

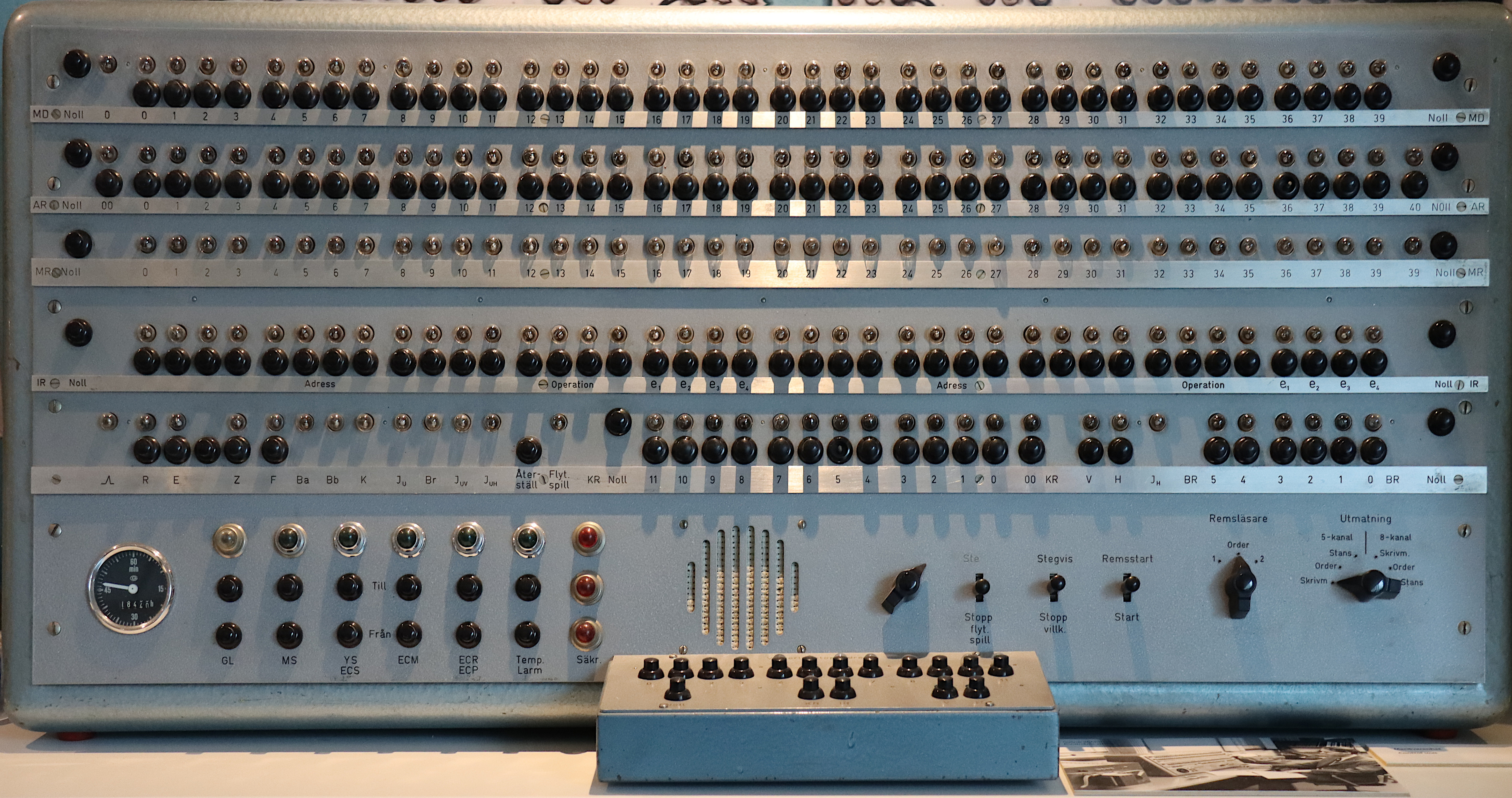
Manöverpanelen till SMIL, numera på Teknikens och sjöfartens hus i Malmö.

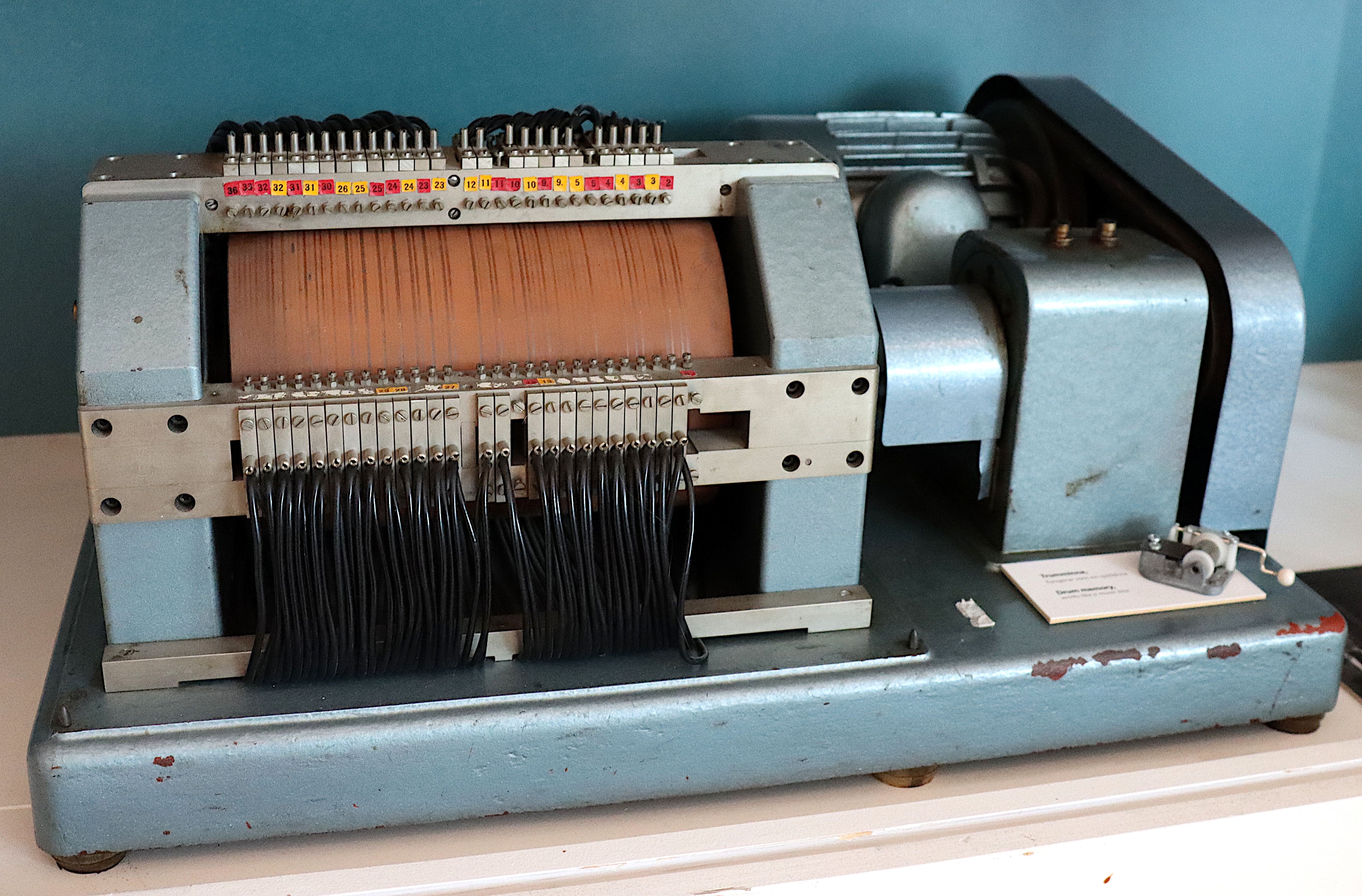
Magnetiskt trumminne till SMIL, numera på Teknikens och sjöfartens hus i Malmö.

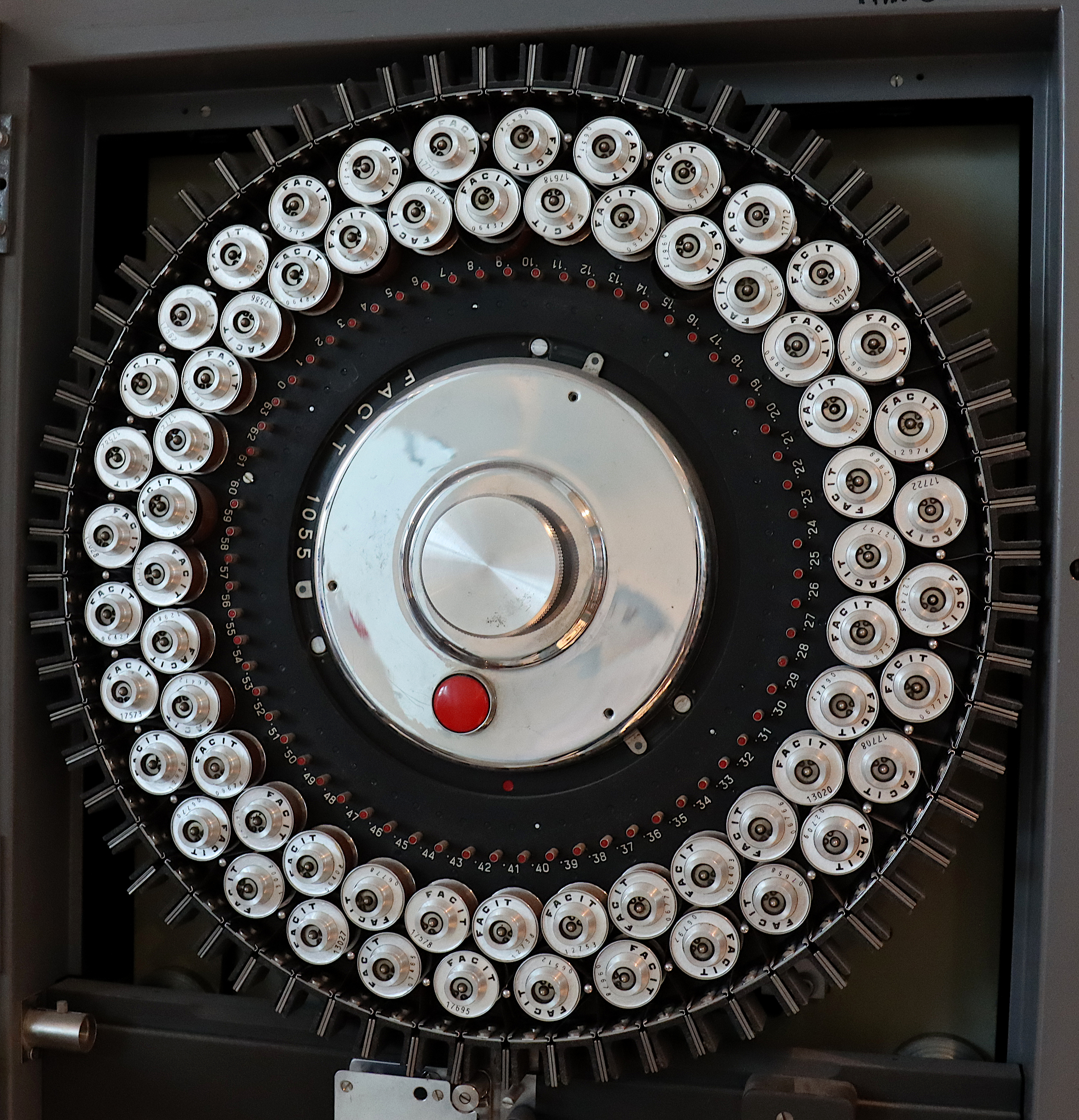
Karusellminne till SMIL, numera på Teknikens och sjöfartens hus i Malmö.

SMIL, förkortning av Siffermaskinen i Lund, var en av Sveriges första datorer. SMIL var i bruk på universitetet från juni 1956 fram till början av 1970 då den ersattes av en UNIVAC 1108. SMIL var fysiskt sett 10 meter lång. Att konstruera den kostade ca 120 000 kronor, ett värde som idag motsvarar runt två miljoner.
SMIL kom till på initiativ av fysikprofessor Torsten Gustafson hos vilken Carl-Erik Fröberg var docent. Fröberg hade deltagit i Ingenjörsvetenskapsakademiens stipendiatprogram i USA år 1948 på Stig Ekelöfs initiativ och blev senare Sveriges första professor i numerisk analys. Fröberg ska ha varit drivande: redan 1949 hade han sagt sig vara "beredd att taga verksam del i arbetet med elektronrörsmaskinen, när detta tager fastare form". Med detta menade han att han var liksom Erik Stemme ointresserad av BARK, men intresserad av det som skulle komma att bli BESK.

## Uppbyggnad
År 1951 ansökte man om 60.000 kronor för byggandet från det större akademiska konsortiet i en skrivelse undertecknad av Gustafsson, Nils Zeilon och Bengt Edlén. Man hade då redan säkrat 50.000 kronor från atomkommittén.
SMIL konstruerades efter ritningar för BESK som i sin tur var baserad på IAS-maskinen utvecklad av John von Neumann. Konstruktionen gjordes av Gunnar Wahlström från Matematikmaskinnämnden och utvecklades sedan vidare av Carl-Erik Fröberg och Kjell Jönsson som fungerade som SMILs huvudsakliga driftstekniker. Wahlström gick senare över från Matematikmaskinnämnden till Facit AB. SMIL innehöll 2000 elektronrör och 200 germaniumdioder och drog en effekt på c:a 12 kW. Den togs i drift i juni 1956 och invigdes formellt av av ecklesiastikminister Ivar Persson i november samma år och var i drift till år 1970. Maskinen var placerad i bottenvåningen på Fysicum.
Under de första åren användes ett trumminne men detta skar vintern 1958 och ersattes våren 1959 av ett kärnminne, vilket enligt Kenneth Nilsson gjorde bearbetningarna 50 gånger snabbare.
Trots att SMIL var baserad på BESK kunde man varken köra samma program på SMIL som på BESK eller den danska datorn DASK. I februari 1962 försågs SMIL med en kompilator för ALGOL 60 konstruerad av Torgil Ekman och Leif Robertsson. För att få kompilatorn att fungera fick Ekman övertyga Kjell Jönsson lägga till nya instruktioner för det så kallade "80-hoppet" i SMIL. Instruktionen användes för att subrutinanrop. Instruktionen illustrerades på följande vis av Kenneth Nilsson:
| adress order ------ ------ huvudprogram: 100 300 80 ... .. ... ... .. ... .. subrutin: 300 310 C6 301 90 301 ... .. ... .. ... ... .. ... .. 310 ... .. 100 94 |

Instruktionerna 300 80 utför instruktionerna i ordet med adressen 300, dvs ett subrutinanrop. Här väntar instruktionen 310 C6 som lagrar ett ovillkorligt hopp till (KR + 1/2) dvs instruktionen precis efter subrutinanropet, i högerinstruktionen av ordet med adress 310. KR innehåller alltså adressen där subrutinanropet skedde, och denna ändras inte förrän nästa instruktion 301 90 utförs. Detta är i sin tur bara ett hopp till nästa adress (301) och där fortsätter subrutinen att exekvera tills den når adress 301 + 1/2 där det ovillkorliga återhoppet (100 94) sker.
Några år senare utökades datorn med en enhet för flyttal och den sista modifikationen av hårdvaran skedde 1966 då den försågs med en radskrivare. Kenneth Nilsson utvecklade åren 1965-1968 tillsammans med Leif Robertsson även en kompilator för COBOL till SMIL.

## Användningsområden
SMIL användes bland annat för fysik och numerisk analys men även för modellering av dispersion av idéer av kulturgeografen Torsten Hägerstrand och datalingvistik (nu kallat språkteknologi) av Bengt Sigurd. Svenska Sockerfabriks AB, Plåtmanufaktur (PLM), Televerket, Svenska Flygmotor och Kockums använde också datorn. Den användes också för beräkningar för det Svenska kärnvapenprogrammet. SMIL valdes för kärnvapenarbetet eftersom denna dator hade en lägre profil än BESK, och det var viktigt att arbetet hölls hemligt.

## Eftermäle
Förutom två paneler med elektronrör och andra komponenter från själva datorn finns även manöverpanelen, trumminnet, skrivmaskinen och karusellminnet utställda på Malmö Teknikens och sjöfartens hus.
I januari 2006 lanserades en emulator av SMIL kallad SMILemu.
16 oktober 2006 uppmärksammades 50-årsjubileet av SMIL med ett par seminarier i Lund och Malmö, där flera av 1950- och 1960-talets datorpionjärer medverkade.